# جف (کنتاکی)
جف (به انگلیسی: Jeff) یک منطقهٔ مسکونی در ایالات متحده آمریکا است که در شهرستان پری، کنتاکی واقع شده‌است. جف ۳۲۳ نفر جمعیت دارد و ۲۷۸٫۹ متر بالاتر از سطح دریا واقع شده‌است.